# Гирлень (комуна)
Гирлень, Гирлені (рум. Gârleni) — комуна у повіті Бакеу в Румунії. До складу комуни входять такі села (дані про населення за 2002 рік):
- Гирлень (1879 осіб)
- Гирленій-де-Сус (1682 особи) — адміністративний центр комуни
- Леспезь (2564 особи)
- Шуріна (156 осіб)

Комуна розташована на відстані 252 км на північ від Бухареста, 13 км на північний захід від Бакеу, 82 км на південний захід від Ясс, 143 км на північний схід від Брашова.

## Населення
За даними перепису населення 2002 року у комуні проживала 6281 особа.
Національний склад населення комуни:
| Національність | Кількість осіб | Відсоток |
| -------------- | -------------- | -------- |
| румуни         | 6200           | 98,7%    |
| угорці         | 41             | 0,7%     |
| чанго          | 33             | 0,5%     |
| італійці       | 2              | < 0,1%   |
| українці       | 1              | < 0,1%   |

Рідною мовою назвали:
| Мова       | Кількість осіб | Відсоток |
| ---------- | -------------- | -------- |
| румунську  | 6207           | 98,8%    |
| угорську   | 67             | 1,1%     |
| італійську | 2              | < 0,1%   |
| українську | 1              | < 0,1%   |

Склад населення комуни за віросповіданням:
| Релігія                             | Кількість осіб | Відсоток |
| ----------------------------------- | -------------- | -------- |
| римо-католики                       | 4019           | 64,0%    |
| православні                         | 2200           | 35,0%    |
| адвентисти                          | 34             | 0,5%     |
| п'ятдесятники                       | 9              | 0,1%     |
| лютерани                            | 7              | 0,1%     |
| бретрени                            | 4              | 0,1%     |
| мусульмани                          | 1              | < 0,1%   |
| лютерани (Аугсбурзького сповідання) | 1              | < 0,1%   |